# Город республиканского значения
Город республиканского значения является самостоятельной административной единицей субъекта федерации, наравне с районами, и подчиняется непосредственно администрации субъекта РФ. К такой категории относятся все административные центры (столицы) республик РФ, а также крупные районные центры. В составе Башкортостана выделяется один город республиканского значения, образующий закрытое административно-территориальное образование, то есть, согласно ОКАТО, город республиканского значения (подчинения), находящийся в ведении федеральных органов государственной власти и управления.
В рамках муниципального устройства города республиканского значения (подчинения) образуют самостоятельные городские округа, которые не входят в состав муниципальных районов, либо городские поселения в составе муниципальных районов, либо муниципальные районы.
Республики, в которых на территории городов республиканского значения образованы муниципальные районы: Карелия, Республика Коми.
Республики, в которых некоторые города республиканского значения (подчинения) входят в состав муниципальных районов и образуют городские поселения: Мордовия, Татарстан, Чечня, Якутия.
Республики, в которых некоторые города республиканского значения (подчинения) входят в состав административных районов: Татарстан, Чечня, Якутия.

## История
Города республиканского подчинения сформировались в 1917—1931 годах в Советской России и в дальнейшем в СССР в процессе административно-территориальных преобразований:
- собственно города республиканского подчинения — административные центры (столицы) союзных республик и некоторые другие города;
- города республиканского (АССР) подчинения — административные центры (столицы) автономных ССР и некоторые другие города.

После распада СССР оставшиеся города республиканского подчинения РСФСР были преобразованы в города федерального значения; города республиканского (АССР) подчинения — города республиканского значения (подчинения).

## Список бывших городов республиканского подчинения (значения) РСФСР и Российской Федерации
| Город                       | Субъект РСФСР/РФ                             | Годы        | Примечание |
| --------------------------- | -------------------------------------------- | ----------- | --- |
| Бабушкин                    | Бурят-Монгольская АССР Бурятская АССР        | 1941—1959   | Преобразован в город районного подчинения. |
| Баймак                      | Башкортостан                                 | 1992—2005   | Преобразован в город районного значения. |
| Белебей                     | Башкортостан                                 | 1957—2005   | Преобразован в город районного значения. |
| Белорецк                    | Башкортостан                                 |             | Преобразован в город районного значения. |
| Бирск                       | Башкортостан                                 |             | Преобразован в город районного значения. |
| Благовещенск                | Башкортостан                                 | 1989—2005   | Преобразован в город районного значения. |
| Гусиноозёрск                | Бурятская АССР Бурятия                       | 1977—1998   | Преобразован в город районного подчинения. |
| Горький                     | Горьковская область                          | 1943—1958   | Преобразован в город областного подчинения. |
| Давлеканово                 | Башкортостан                                 | 1992 - 2005 | Преобразован в город районного значения. |
| Дюртюли                     | Башкортостан                                 | 1989 - 2005 | Преобразован в город районного значения. |
| Закаменск                   | Бурятская АССР Бурятия                       | 1963—1995   | Преобразован в город районного подчинения. |
| Ишимбай                     | Башкирская АССР Башкортостан                 | 1940—2005   | Преобразован в город районного значения. |
| Кемь                        | Карельская АССР Карелия                      | ?—2003      | Преобразован в город районного значения. |
| Кондопога                   | Карельская АССР Карелия                      | 1948—2003   | Преобразован в город районного значения. |
| Красноярск                  | Красноярский край                            | 1951—1958   | Преобразован в город краевого подчинения. |
| Куйбышев                    | Куйбышевская область                         | 1943—1958   | Преобразован в город областного подчинения. |
| Ленинград (Санкт-Петербург) | Ленинград (Санкт-Петербург)                  | 1931—1993   | Преобразован в город федерального значения. |
| Мелеуз                      | Башкирская АССР Башкортостан                 | 1977—2005   | Преобразован в город районного значения. |
| Молотов (с 1957 Пермь)      | Молотовская область (с 1957 Пермская)        | 1943—1958   | Преобразован в город областного подчинения. |
| Москва                      | Москва                                       | 1931—1993   | Преобразован в город федерального значения. |
| Нерюнгри                    | Якутская АССР Якутия                         | 1975—?      | Преобразован в город районного значения. |
| Новосибирск                 | Новосибирская область                        | 1943—1958   | Преобразован в город областного подчинения. |
| Омск                        | Омская область                               | 1947—1958   | Преобразован в город областного подчинения. |
| Питкяранта                  | Карельская АССР Карелия                      | ?—2003      | Преобразован в город районного значения. |
| Ростов-на-Дону              | Ростовская область                           | 1945—1958   | Преобразован в город областного подчинения. |
| Саратов                     | Саратовская область                          | 1943—1958   | Преобразован в город областного подчинения. |
| Свердловск                  | Свердловская область                         | 1943—1958   | Преобразован в город областного подчинения. |
| Севастополь                 | Севастополь (Крымская область)               | 1948—1996   | В 1954 году передан в состав УССР. В 1996 году преобразован в город со специальным статусом Украины. В 2014 году, после российской аннексии Крыма, преобразован в город федерального значения. |
| Сегежа                      | Карельская АССР Карелия                      | ?—2003      | Преобразован в город районного значения. |
| Сочи                        | Краснодарский край                           | 1948—1958   | Преобразован в город краевого подчинения. |
| Сталинград (Волгоград)      | Волгоградская область                        | 1945—1958   | Отнесён к категории городов областного подчинения. |
| Туймазы                     | Башкортостан                                 | 1963-2005   | Преобразован в город районного значения. |
| Тырныауз                    | Кабардино-Балкарская АССР Кабардино-Балкария | 1963—1994   | Преобразован в город районного значения. |
| Урус-Мартан                 | Чечено-Ингушская АССР Чечня                  | ?—2000      | Преобразован в город районного значения. |
| Учалы                       | Башкортостан                                 |             | Преобразован в город районного значения. |
| Челябинск                   | Челябинская область                          | 1943—1958   | Преобразован в город областного подчинения. |
| Черниковск                  | Башкирская АССР                              | 1944—1956   | Включён в состав города Уфы. |
| Шали                        | Чечено-Ингушская АССР Чечня                  | 1990—2000   | Преобразован в город районного значения. |
| Янаул                       | Башкирская АССР Башкортостан                 | 1991—2005   | Преобразован в город районного значения. |